# Flor da Serra do Sul
Flor da Serra do Sul es un municipio brasileño del estado de Paraná. Su población estimada en 2004 era de 4.974 habitantes.